# Grand Prix Formule 1 van Duitsland 2019
De Grand Prix Formule 1 van Duitsland 2019 werd gehouden op 28 juli op de Hockenheimring. Het was de elfde race van het kampioenschap.

## Vrije trainingen
- Er wordt enkel de top-5 weergegeven.

| Vrije training 1 | Pos | No | Coureur          | Constructeur   | Tijd     |
| ---------------- | --- | -- | ---------------- | -------------- | -------- |
| Vrije training 1 | 1   | 5  | Sebastian Vettel | Ferrari        | 1:14.013 |
| Vrije training 1 | 2   | 16 | Charles Leclerc  | Ferrari        | 1:14.268 |
| Vrije training 1 | 3   | 44 | Lewis Hamilton   | Mercedes       | 1:14.315 |
| Vrije training 1 | 4   | 33 | Max Verstappen   | Red Bull-Honda | 1:14.330 |
| Vrije training 1 | 5   | 77 | Valtteri Bottas  | Mercedes       | 1:14.660 |
| Vrije training 2 | Pos | No | Coureur          | Constructeur   | Tijd     |
| Vrije training 2 | 1   | 16 | Charles Leclerc  | Ferrari        | 1:13.449 |
| Vrije training 2 | 2   | 5  | Sebastian Vettel | Ferrari        | 1:13.573 |
| Vrije training 2 | 3   | 44 | Lewis Hamilton   | Mercedes       | 1:13.595 |
| Vrije training 2 | 4   | 77 | Valtteri Bottas  | Mercedes       | 1:14.111 |
| Vrije training 2 | 5   | 33 | Max Verstappen   | Red Bull-Honda | 1:14.133 |
| Vrije training 3 | Pos | No | Coureur          | Constructeur   | Tijd     |
| Vrije training 3 | 1   | 16 | Charles Leclerc  | Ferrari        | 1:12.380 |
| Vrije training 3 | 2   | 33 | Max Verstappen   | Red Bull-Honda | 1:12.548 |
| Vrije training 3 | 3   | 5  | Sebastian Vettel | Ferrari        | 1:12.644 |
| Vrije training 3 | 4   | 77 | Valtteri Bottas  | Mercedes       | 1:12.890 |
| Vrije training 3 | 5   | 20 | Kevin Magnussen  | Haas-Ferrari   | 1:12.893 |

## Kwalificatie
Lewis Hamilton behaalde voor Mercedes zijn vierde pole position van het seizoen. Red Bull-coureur Max Verstappen kwalificeerde zich als tweede. Hun respectievelijke teamgenoten Valtteri Bottas en Pierre Gasly zetten de derde en vierde tijd neer. Kimi Räikkönen kwalificeerde zich voor Alfa Romeo als vijfde, voor de Haas van Romain Grosjean en de McLaren van Carlos Sainz jr. De achtste tijd werd neergezet door Racing Point-rijder Sergio Pérez, die daarmee sneller was dan Renault-coureur Nico Hülkenberg. De top 10 werd afgesloten door Ferrari-coureur Charles Leclerc, die vanwege technische problemen geen tijd neer kon zetten in het laatste deel van de kwalificatie; zijn teamgenoot Sebastian Vettel kon eveneens vanwege problemen geen tijd neerzetten in het eerste kwalificatiedeel.
Na afloop van de kwalificatie kreeg McLaren-coureur Lando Norris een straf van vijf startplaatsen omdat hij een onderdeel van zijn motor moest laten vervangen en hiermee het maximaal aantal toegestane onderdelen per seizoen overschreed. Ook Sebastian Vettel kreeg hiervoor een straf, maar deze heeft geen effect omdat hij zich als laatste had gekwalificeerd.
| Pos                 | No | Coureur            | Constructeur              | Q1        | Q2       | Q3        | Grid |
| ------------------- | -- | ------------------ | ------------------------- | --------- | -------- | --------- | ---- |
| 1                   | 44 | Lewis Hamilton     | Mercedes                  | 1:12.852  | 1:12.149 | 1:11.767  | 1    |
| 2                   | 33 | Max Verstappen     | Red Bull-Honda            | 1:12.593  | 1:12.427 | 1:12.113  | 2    |
| 3                   | 77 | Valtteri Bottas    | Mercedes                  | 1:13.075  | 1:12.424 | 1:12.129  | 3    |
| 4                   | 10 | Pierre Gasly       | Red Bull-Honda            | 1:12.991  | 1:12.385 | 1:12.522  | 4    |
| 5                   | 7  | Kimi Räikkönen     | Alfa Romeo-Ferrari        | 1:13.066  | 1:12.519 | 1:12.538  | 5    |
| 6                   | 8  | Romain Grosjean    | Haas-Ferrari              | 1:13.146  | 1:12.769 | 1:12.851  | 6    |
| 7                   | 55 | Carlos Sainz jr.   | McLaren-Renault           | 1:13.221  | 1:12.632 | 1:12.897  | 7    |
| 8                   | 11 | Sergio Pérez       | Racing Point-BWT Mercedes | 1:13.194  | 1:12.776 | 1:13.065  | 8    |
| 9                   | 27 | Nico Hülkenberg    | Renault                   | 1:13.186  | 1:12.766 | 1:13.126  | 9    |
| 10                  | 16 | Charles Leclerc    | Ferrari                   | 1:12.229  | 1:12.344 | geen tijd | 10   |
| 11                  | 99 | Antonio Giovinazzi | Alfa Romeo-Ferrari        | 1:13.170  | 1:12.786 |           | 11   |
| 12                  | 20 | Kevin Magnussen    | Haas-Ferrari              | 1:13.103  | 1:12.789 |           | 12   |
| 13                  | 3  | Daniel Ricciardo   | Renault                   | 1:13.131  | 1:12.799 |           | 13   |
| 14                  | 26 | Daniil Kvjat       | Toro Rosso-Honda          | 1:13.278  | 1:13.135 |           | 14   |
| 15                  | 18 | Lance Stroll       | Racing Point-BWT Mercedes | 1:13.256  | 1:13.450 |           | 15   |
| 16                  | 4  | Lando Norris       | McLaren-Renault           | 1:13.333  |          |           | 19   |
| 17                  | 23 | Alexander Albon    | Toro Rosso-Honda          | 1:13.461  |          |           | 16   |
| 18                  | 63 | George Russell     | Williams-Mercedes         | 1:14.721  |          |           | 17   |
| 19                  | 88 | Robert Kubica      | Williams-Mercedes         | 1:14.839  |          |           | 18   |
| 107% tijd: 1:17.285 |    |                    |                           |           |          |           |      |
| 20                  | 5  | Sebastian Vettel   | Ferrari                   | geen tijd |          |           | 20   |

## Wedstrijd
De race, die een chaotisch verloop had door de natte en daarna weer opdrogende baan, werd drie ronden ingekort ten opzichte van de oorspronkelijke raceafstand. De race werd gestart nadat eerst achter de safety car een aantal formatieronden werden gereden om het asfalt minder nat te maken. Al in de tweede ronde crashte Sergio Pérez, waarop de safety car weer het circuit op kwam. Een groot deel van de coureurs maakte hiervan gebruik door een pitstop te maken om te wisselen van regenbanden naar intermediates. In ronde 14 plofte de motor van Renault-coureur Daniel Ricciardo, waardoor de virtual safety car werd toegepast. Op een derde van de race verruilden de coureurs de intermediates voor droogweerbanden. Lando Norris moest korte tijd later zijn auto aan de kant zetten vanwege technische problemen, waarop de virtual safety car opnieuw werd toegepast. Charles Leclerc maakte hiervan gebruik door een pitstop te maken, maar op droogweerbanden crashte hij in de voorlaatste bocht, waarop de safety car naar buiten kwam. Lewis Hamilton reed even later in dezelfde bocht zijn auto in de muur, maar hij beschadigde hierbij enkel zijn voorvleugel. Aangezien hij voorbij het paaltje van de pitsingang de pitstraat inreed, kreeg hij hiervoor een tijdstraf van vijf seconden. Bij zijn pitstop stonden de banden van teamgenoot Valtteri Bottas klaar, waardoor deze eerst verwisseld moesten worden en Hamilton veel tijd verloor. Bottas kwam even later binnen, waardoor Max Verstappen aan de leiding van de race kwam te liggen. Hij reed tien seconden weg bij de rest van de coureurs, maar zijn voorsprong werd tenietgedaan door een volgende safetycarfase, veroorzaakt door een crash van Nico Hülkenberg in de voorlaatste bocht. Een aantal ronden later kwam de safety car opnieuw de baan op vanwege een crash van Bottas in de eerste bocht. In de slotfase crashte ook Pierre Gasly uit de race door een mislukte inhaalactie op Toro Rosso-rijder Alexander Albon.
Max Verstappen behaalde de zevende Grand Prix-overwinning in zijn carrière, tevens zijn tweede overwinning van het seizoen. De tweede plaats was voor Sebastian Vettel, die de race als laatste moest aanvangen na problemen in de kwalificatie. Daniil Kvjat eindigde op de derde plaats; hij behaalde hiermee zijn eerste podiumfinish sinds de Grand Prix van China 2016 en de eerste podiumfinish voor Toro Rosso sinds de overwinning van Vettel in de Grand Prix van Italië 2008. Lance Stroll eindigde voor Racing Point op de vierde plaats, voor Carlos Sainz jr., die vanwege een spin in de voorlaatste bocht een halve minuut verloor. Alexander Albon behaalde met een zesde plaats zijn beste resultaat uit zijn Formule 1-carrière. De Alfa Romeo-coureurs Kimi Räikkönen en Antonio Giovinazzi eindigden als zevende en achtste. De top 10 werd afgesloten door de Haas-rijders Romain Grosjean en Kevin Magnussen.
Na afloop van de race kregen de Alfa Romeo-coureurs Räikkönen en Giovinazzi een tijdstraf van dertig seconden omdat de instellingen van de koppeling betreffende het afgeven van het vermogen tijdens de start niet aan het technische reglement voldeed. Hierdoor eindigde Lewis Hamilton als negende, terwijl Robert Kubica voor Williams het eerste punt van het seizoen scoorde.
| Pos. | No. | Coureur            | Constructeur              | Rondes | Tijd/Oorzaak uitval | Grid | Punten |
| ---- | --- | ------------------ | ------------------------- | ------ | ------------------- | ---- | ------ |
| 1    | 33  | Max Verstappen     | Red Bull-Honda            | 64     | 1:44:31.275         | 2    | 26S    |
| 2    | 5   | Sebastian Vettel   | Ferrari                   | 64     | +7.333              | 20   | 18     |
| 3    | 26  | Daniil Kvjat       | Toro Rosso-Honda          | 64     | +8.305              | 14   | 15     |
| 4    | 18  | Lance Stroll       | Racing Point-BWT Mercedes | 64     | +8.966              | 15   | 12     |
| 5    | 55  | Carlos Sainz jr.   | McLaren-Renault           | 64     | +9.583              | 7    | 10     |
| 6    | 23  | Alexander Albon    | Toro Rosso-Honda          | 64     | +10.052             | 16   | 8      |
| 7    | 8   | Romain Grosjean    | Haas-Ferrari              | 64     | +16.838             | 6    | 6      |
| 8    | 20  | Kevin Magnussen    | Haas-Ferrari              | 64     | +18.765             | 12   | 4      |
| 9    | 44  | Lewis Hamilton     | Mercedes                  | 64     | +19.667             | 1    | 2      |
| 10   | 88  | Robert Kubica      | Williams-Mercedes         | 64     | +24.987             | 18   | 1      |
| 11   | 63  | George Russell     | Williams-Mercedes         | 64     | +26.404             | 17   |        |
| 12   | 7   | Kimi Räikkönen     | Alfa Romeo-Ferrari        | 64     | +42.214             | 5    |        |
| 13   | 99  | Antonio Giovinazzi | Alfa Romeo-Ferrari        | 64     | +43.849             | 11   |        |
| 14   | 10  | Pierre Gasly       | Red Bull-Honda            | 61     | Ongeluk             | 4    |        |
| DNF  | 77  | Valtteri Bottas    | Mercedes                  | 56     | Ongeluk             | 3    |        |
| DNF  | 27  | Nico Hülkenberg    | Renault                   | 39     | Ongeluk             | 9    |        |
| DNF  | 16  | Charles Leclerc    | Ferrari                   | 27     | Ongeluk             | 10   |        |
| DNF  | 4   | Lando Norris       | McLaren-Renault           | 25     | Turbo               | 19   |        |
| DNF  | 3   | Daniel Ricciardo   | Renault                   | 13     | Motor               | 13   |        |
| DNF  | 11  | Sergio Pérez       | Racing Point-BWT Mercedes | 1      | Ongeluk             | 8    |        |

S Max Verstappen behaalde een extra punt voor het rijden van de snelste ronde.

## Tussenstanden wereldkampioenschap
Betreft tussenstanden voor het wereldkampioenschap na afloop van de race.

### Coureurs
| Positie | No. | Rijder           | Team               | Punten |
| ------- | --- | ---------------- | ------------------ | ------ |
| 01      | 44  | Lewis Hamilton   | Mercedes           | 225    |
| 02      | 77  | Valtteri Bottas  | Mercedes           | 184    |
| 03      | 33  | Max Verstappen   | Red Bull-Honda     | 162    |
| 04      | 5   | Sebastian Vettel | Ferrari            | 141    |
| 05      | 16  | Charles Leclerc  | Ferrari            | 120    |
| 06      | 10  | Pierre Gasly     | Red Bull-Honda     | 55     |
| 07      | 55  | Carlos Sainz jr. | McLaren-Renault    | 48     |
| 08      | 26  | Daniil Kvjat     | Toro Rosso-Honda   | 27     |
| 09      | 7   | Kimi Räikkönen   | Alfa Romeo-Ferrari | 25     |
| 10      | 4   | Lando Norris     | McLaren-Renault    | 22     |

### Constructeurs
| Positie | Team                      | Punten |
| ------- | ------------------------- | ------ |
| 01      | Mercedes                  | 409    |
| 02      | Ferrari                   | 261    |
| 03      | Red Bull-Honda            | 217    |
| 04      | McLaren-Renault           | 70     |
| 05      | Toro Rosso-Honda          | 42     |
| 06      | Renault                   | 39     |
| 07      | Racing Point-BWT Mercedes | 31     |
| 08      | Haas-Ferrari              | 26     |
| 09      | Alfa Romeo-Ferrari        | 26     |
| 10      | Williams-Mercedes         | 1      |